# The Weather Channel Latin America

Logo de la chaîne

The Weather Channel Latin America est une version du canal de présentation météorologique en continu The Weather Channel créée en 1996 dans certains pays d’Amérique latine parlant espagnol, comme le Mexique et l’Argentine. Une version en portugais a été ajoutée deux ans plus tard. Les deux versions de la chaîne opérèrent jusqu'au 20 décembre 2002.

## Programmation

### Prévisions locales / Local Previsão
En Amérique latine, la prévision locale était diffusée grâce au logiciel WeatherStar XL qui permettait. Les présentations en espagnol était faites aux minutes 0/10/20/30/40/50. Au Brésil, la présentation en portugais était faite aux minutes 5/15/25/35/45/55.

### Prévisions diverses
La grille des programmes est divisée en trois modules : « Première Vue » (de 5 heures à 12 heures), « Maintenant en les Amériques » (de 12 heures à 20 heures) et « Soirée en les Amériques » (de 20 heures à 5 heures).
- Tiempo Internacional : Similaire à « Prévision Internationale » de la version anglo-américaine donnait les prévisions aux États-Unis, Europe, Amérique centrale et Amérique du Sud pour les 24 prochaines heures ;
- Destinos (Destinations): Prévisions pour les villes de Floride (à la treizième minute de chaque heure) et des villes dans Amérique latine, comme Acapulco, Rio de Janeiro et Saint-Domingue (à la 43e minute de chaque heure) ;
- Pronóstico para los Estados Unidos (Prévisions pour les États-Unis): Prévisions pour les villes de États-Unis (à la trente-troisième minute de chaque heure) ;
- Nuestro Planeta / Nosso Planeta (Notre Planète): Abordait des sujets divers à propos de la Terre.

## Fin de la chaîne
The Weather Channel mit fin à ses opérations en Amérique latine le 20 décembre 2002 parce que le gestionnaire de la chaîne devait réduire les coûts aux États-Unis au lieu de continuer à maintenir les deux versions. Cependant, les sites internets sont toujours actifs.